# Ліпно (Опольське воєводство)
Ліпно (пол. Lipno, нім. Lippen) — село в Польщі, у гміні Немодлін Опольського повіту Опольського воєводства.
Населення — 202 особи (2011).
У 1975-1998 роках село належало до Опольського воєводства.

## Демографія
Демографічна структура станом на 31 березня 2011 року:
|          | Загалом | Допрацездатний вік | Працездатний вік | Постпрацездатний вік |
| -------- | ------- | ------------------ | ---------------- | -------------------- |
| Чоловіки | 106     | 18                 | 82               | 6                    |
| Жінки    | 96      | 13                 | 70               | 13                   |
| Разом    | 202     | 31                 | 152              | 19                   |